# Placoplatre
Cet article concerne l'entreprise Placoplatre. Pour le produit de construction homonyme, voir plaque de plâtre.

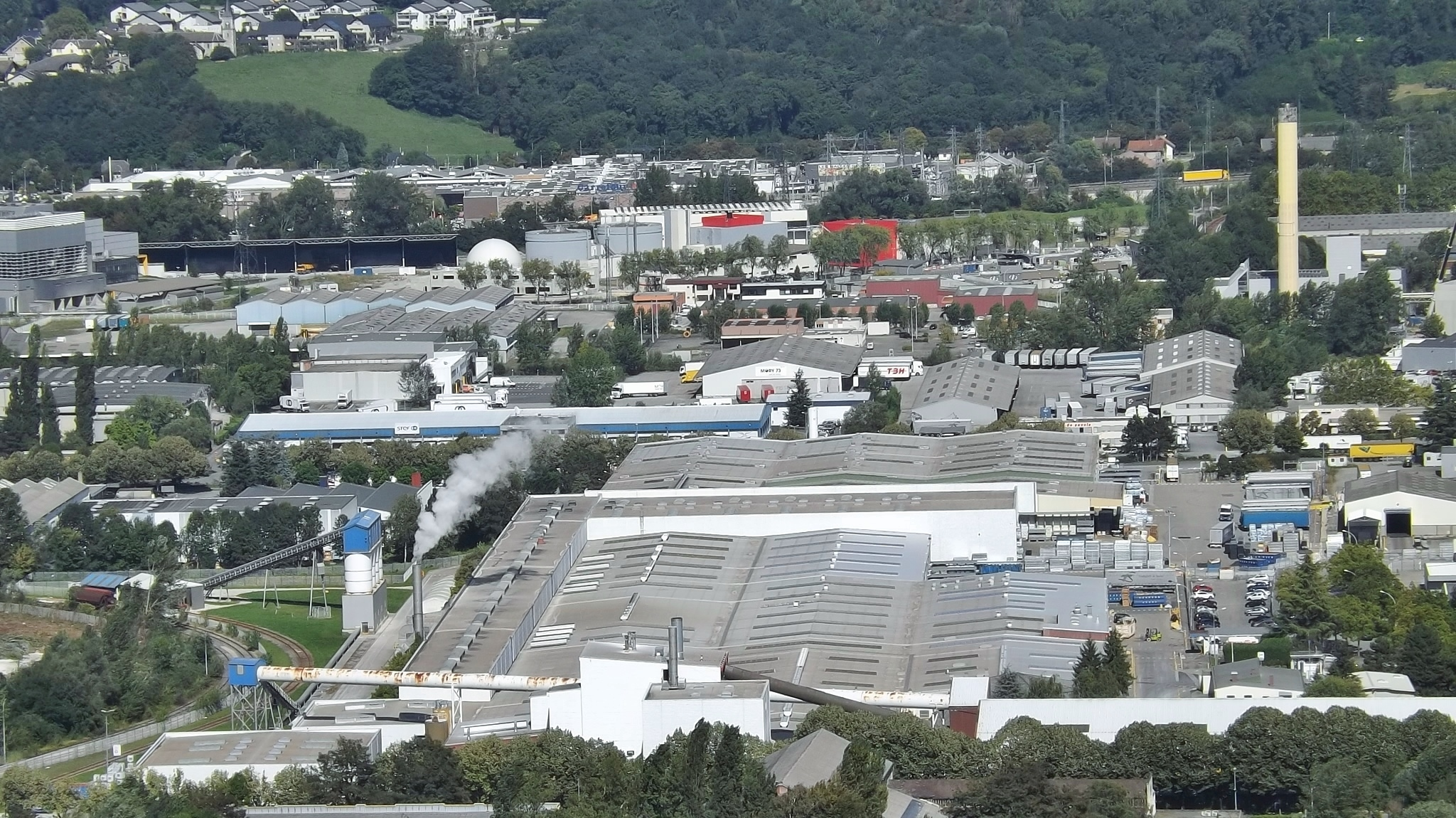
Site de Placoplatre à Chambéry (Savoie) visible au premier plan.

Placoplatre est une entreprise française de production et de commercialisation de plâtre, de produits dérivés du plâtre et de produits à base de polystyrène expansé. Elle est l'une des principales filiales du groupe Saint-Gobain. Placoplatre compte 1 600 salariés en France, dont 180 au siège de Suresnes depuis 1994.
Le terme « placoplatre » ou son abréviation « placo » sont des antonomases désignant des plaques de plâtre, initialement produites par l'entreprise, qui est propriétaire de la marque déposée Placo et celles d'autres produits dont le nom commence par « Placo- ».
Fin 2019, Placoplatre a cédé son activité isolation, spécialisée dans la fabrication d'isolants en polystyrène expansé, au groupe autrichien Hirsch, ce qui a donné lieu à la création de l'entité française Hirsch Isolation. Placoplatre conserve la commercialisation des complexes de doublages pour l'isolation des murs intérieurs.

## Présentation
En France, l'histoire de la plaque de plâtre et du métier de plaquiste se confond avec celle de Placoplatre.
Pionnière de la plaque de plâtre en France, la société Placoplatre commercialise des solutions pour l'isolation, l'aménagement et la décoration intérieure.
Le plâtre était auparavant seulement utilisé sous la forme de poudre pour enduire les murs et créer des éléments décoratifs (staff). 

### Plaques de plâtre
En France, « Placoplatre » et « placo »  sont devenus une antonomase. Ces deux termes sont en effet déposés de la gamme de plaques de plâtre propriété du groupe Saint-Gobain. Le nom est déposé tel quel à l'INPI, sans accent circonflexe, bien que venant de plâtre.
Il existe d'autres fabricants de plaques de plâtre similaires (tels Siniat et Knauf).

### Recyclage du plâtre
En 2008, Placoplatre ouvre une filière de recyclage des déchets à base de plâtre aux acteurs de la construction. 
En 2013, ses usines ont recyclé 40 000 tonnes de déchets de chantiers.

En décembre 2014, l'entreprise annonce renforcer sa politique de valorisation des déchets grâce à l'identification de 140 points de collecte.

### Carrières de gypse ou plâtrières
Afin de produire les plaques de plâtre, Placoplatre exploite au total sept carrières de gypse (plâtrières) en souterrain ou à ciel ouvert.
Parmi elles, on compte : 
- la carrière à ciel ouvert de Cormeilles-en-Parisis. Exploitée par Placoplatre depuis 1990, elle fournit 60 % du plâtre exporté par la France. En fin d'exploitation en 2017, le site devra être revégétalisé et rétrocédé à l'Agence des espaces verts de la région d'Île-de-France avant 2030[6] ;
- la carrière du massif de Montmorency[7]. Placoplatre exploite une partie de cette carrière d'où sortent 15 % de la production du gypse[8]. C'est la plus grande carrière souterraine d'Europe[9].

## Historique
La création de Placoplatre doit beaucoup à Norman Brooks, son premier président, figure de premier plan de l'industrie du plâtre, président de la société des Plâtrières Modernes de Grozon (Jura). En 1945, alors que la Seconde Guerre mondiale vient de se terminer et que la reconstruction des villes est une priorité mondiale, Norman Brooks est missionné par Raoul Dautry (1880-1951), ministre de l'Urbanisme et de la Reconstruction, pour étudier aux États-Unis la plaque de plâtre. C'est ainsi qu'à l'instigation du gouvernement français et dans le cadre de l'aide américaine dont la France bénéficie, les sociétés Lambert Frères & Compagnie, Poliet & Chausson et des Plâtrières Modernes de Grozon concluent un contrat avec US Gypsum qui fournira les plans et le matériel nécessaire pour établir une usine de plaques de plâtre. Ces trois industriels du plâtre créent la société Placoplatre dont les statuts sont déposés les 8 et 9 janvier 1946 dans le but de commercialiser et de produire la plaque de plâtre qui « répond pleinement aux besoins de la reconstruction », selon les frères Lambert. Ils sont rejoints en 1950 par la société British Plaster Board (BPB) qui, progressivement, devient majoritaire au capital.
Placoplatre construit sa première usine à Vaujours, directement reliée aux plâtrières Lambert et Poliet, installées dans la même ville, et qui l'alimentent en matière première. Le premier mètre carré de plaque Placoplatre est produit le 22 octobre 1948. L'usine est inaugurée officiellement le 20 janvier 1949 par Eugène Claudius-Petit (1907-1989), ministre de la Reconstruction et de l'Urbanisme. Cette année-là, 500 000 mètres carrés de plaques de plâtre sont produits par l'entreprise. 
Alors que la plaque de plâtre a du mal à séduire les entrepreneurs, par son aspect trop différent, la société Placoplatre arrive finalement entre 1954 et 1955 à trouver une place sur le marché et multiplie par cinq sa production annuelle. Les produits sont en constante évolution avec la mise au point de la plaque perforée Perfoplaque en 1950, de la plaque alvéolée Placopan en 1958, de la plaque à ossature métallique Placostil en 1969 ou de la plaque doublée de polystyrène Placomur en 1971, pour n'en citer que quelques-unes.  
L'entreprise inaugure une seconde usine à Chambéry (Savoie) en 1966 puis une troisième à Cherves-Richemont près de Cognac (Charente) en 1973. Une deuxième usine, appelée V2, est construite à Vaujours en 1974. L'usine historique V1 est transformée en 1983 pour devenir V3. L'usine V4, initiée par Plâtres Lambert est arrêtée en 1990 quand cette société rejoint le groupe BPB aux côtés de Placoplatre. 
En 1989, les sociétés Isobox et Henry, fabricants de polystyrène expansé (PSE), passent sous le contrôle du groupe BPB, maison mère de Placoplatre, puis en 1990, c'est au tour de Plâtres Lambert et de la SAMC. Ces acquisitions conduisent à une restructuration des activités françaises du groupe BPB dont les filiales sont progressivement intégrées au sein de Placoplatre. À la fabrication de plaques de plâtre s'ajoutent donc l’exploitation de carrières de gypse, les fabrications de plâtre de construction, de plâtre de moulage, de carreaux de plâtre, de polystyrène expansé. 
Placoplatre devient filiale de Saint-Gobain en 2005 quand ce dernier absorbe le groupe BPB. Entre 2006 et 2008, le site de Vaujours est entièrement repensé et modernisé à l'occasion de la construction de V5, nouvelle chaîne de fabrication de plaques de plâtre, inaugurée par le président de la République Nicolas Sarkozy le 4 novembre 2008. L'usine de Vaujours est, en 2010, la première usine (en volume) de transformation de gypse (matière servant à fabriquer le plâtre) en Europe. 
En 2020, Placoplatre cède son activité isolation, spécialisée dans la fabrication d'isolants en polystyrène expansé, au groupe autrichien Hirsch, ce qui donne lieu à la création de l'entité française Hirsch Isolation. Placoplatre conserve la commercialisation des complexes de doublages pour l'isolation des murs intérieurs.[réf. souhaitée]

## Controverse
Un des sites acquis sur Vaujours en 2010 par Placopatre, anciennement détenu par le Commissariat à l'énergie atomique (CEA) en tant que Fort de Vaujours, est interdit d'accès au public. Il fut le lieu d'expérimentations nucléaires par l'État français pour la conception de la bombe nucléaire. Il existe des soupçons de contaminations radioactives persistantes à l'extérieur comme dans les sols. L'entreprise a investi le lieu afin d'extraire du gypse pour sa production. Des études entre différentes entités ne s'accordent pas sur le niveau de pollution du site.
La future carrière est en 2021 toujours l'objet de discussions entre l'entreprise et l'État,.